# Pirámide triangular elongada
En geometría, la pirámide triangular elongada es uno de los sólidos de Johnson (J7). Como sugiere su nombre, puede construirse elongando un tetraedro mediante la fijación de un prisma triangular a su base. Al igual que cualquier pirámide elongada, el sólido resultante es autodual.
Un sólido de Johnson es uno de los 92 poliedros convexos que se componen estrictamente de caras poligonales regulares, pero que no son poliedros uniformes (es decir, no son sólidos platónicos, sólidos arquimedianos, prismas o antiprismas). Fueron nombrados por Norman Johnson, quien los enumeró por primera vez en 1966.

## Fórmulas
Fórmulas de la altura ({\displaystyle H}), área ({\displaystyle A}) y volumen ({\displaystyle V}) de la pirámide triangular elongada con caras regulares y aristas de longitud {\displaystyle L}:
{\displaystyle H=L\cdot \left(1+{\frac {\sqrt {6}}{3}}\right)\approx L\cdot 1.816496581}
{\displaystyle A=L^{2}\cdot (3+{\sqrt {3}})\approx L^{2}\cdot 4.732050808}
{\displaystyle V={\frac {L^{3}}{12}}\cdot ({\sqrt {2}}+3{\sqrt {3}})\approx L^{3}\cdot 0.5508638321}